# Oskil
L'Oskil (en ucraïnès: Оскiл) o Oskol (en rus: Оскол) és un riu que flueix cap al sud a Rússia i Ucraïna. Neix aproximadament entre Kursk i Vorónej i flueix cap al sud per unir-se al Síverski Donets, que flueix al sud-est per unir-se al Don. Té una longitud de 472 km, amb una conca hidrogràfica de 14.800 quilòmetres quadrats.